# Alexandre Grigorievitch Fischer von Waldheim
Alexandre Grigorievitch Fischer von Waldheim (Алекса́ндр Григо́рьевич Фи́шер фон Ва́льдгейм), né le 24 avril 1803 à Mayence et mort le 13 juillet 1884 à Moscou, est un médecin, zoologiste et botaniste russe d'origine hessoise qui fut président de la Société impériale des naturalistes de Moscou. C'est le fils de Gotthelf Fischer von Waldheim et le père d'Alexandre Alexandrovitch Fischer von Waldheim.

## Carrière
Après le gymnasium, il entre à la pension noble de l'université impériale de Moscou, puis à l'université elle-même, où il rédige à l'âge de seize ans De interna plantarum fabrica qui est publié aux frais de l'université de Moscou, comme manuel de cours d'anatomie végétale. Il présente sa thèse Tractatus anatomico-physiologicus de auditu hominis ce qui lui permet d'être docteur en médecine à l'âge de vingt-trois ans. Ensuite il donne des cours de botanique à la filiale moscovite de l'Académie médico-chirurgicale, puis à partir de 1828 des cours d'histoire naturelle à la faculté de médecine. Il est nommé professeur ordinaire en 1830 en botanique et en pharmacologie à l'Académie médico-chirurgicale et en 1832 professeur de zoologie à l'université de Moscou, tout en dirigeant le muséum de Moscou, jusqu'en 1834, année à partir de laquelle il prendra la direction du jardin de l'apothicaire jusqu'en 1960. Il donne des cours sur la prescription médicale à l'Académie médico-chirurgicale, à partir de 1839, ainsi que des cours de thérapie. Il est nommé académicien de l'Académie médico-chirurgicale en 1841, jusqu'à ce que l'Académie cesse d'exister deux ans plus tard. De 1833 à 1835, il est membre du comité d'enseignement de l'université de Moscou et ensuite de différentes commissions de cette université. Il en est choisi le protecteur par deux fois et il est doyen de la faculté de physique et de mathématiques de 1850 à 1854. Il est inspecteur des établissements d'enseignement privés de Moscou de 1840 à 1850.
Ses travaux scientifiques sont consacrés à cette université pour laquelle il travailla pendant presque quarante ans, jusqu'en 1865, et continuant après sa retraite. Il est élu en 1853 comme vice-président et puis comme président de la Société impériale des naturalistes de Moscou, position que son père occupa. Il se dévoue pendant trente ans à cette société savante. Cependant malgré un sens critique aigu et l'étendue de ses connaissances, Fischer von Waldheim a peu publié.
Ficher était membre de nombreuses société savantes russes ou étrangères.

## Publications
- (fr) Notice sur l’accroissement du tronc des dicotylédones, Bull. de la société des natural. de Moscou, 1829
- (fr) Notice sur les avantages des micromètres au foyer de l’oculaire dans les microscopes composés, etc., Bull. de la société des natural. de Moscou, 1838
- (fr) Le microscope pancratique, Moscou, 1841